# Brullà
Brullà ([bɾu'ʎa], en francès Brouilla) és un poble, cap de la comuna del mateix nom, de 1.205 habitants, de la comarca del Rosselló, a la Catalunya del Nord.

## Etimologia
Tal com ho defineix Joan Coromines, Brullà prové d'una arrel cèltica, Brogilos (bosquet).

## Geografia

Situació de la comuna de Brullà en el Rosselló

### Localització i característiques generals del terme
El terme de Brullà, de 78.300 hectàrees d'extensió, està situat en el sector meridional de la Plana del Rosselló, a la riba esquerra del Tec llevat d'una franja del terme que queda a la dreta d'aquest riu.
Pel costat nord-oest del terme, aquest s'introdueix com una falca entre els termes de Sant Joan la Cella i Bages de Rosselló per arribar a tocar el de Vilamulaca.
El terme està escalonat en diverses terrasses: al bell mig, els turons que allotgen els vinyers de Cabreres i de Sant Joan i la teuleria Perafita, i a banda i banda, dues superfícies del quaternari antic, solcades per còrrecs. El poble es troba en una terrassa del quaternari recent, fruit de la deposició al·luvial de la zona de turons.
Antigament, el límit meridional del terme era el curs del Tec, però aquest riu, que es caracteritza per una important aportació al·luvial, ha anat variant el seu curs, i amb el pas del temps ha deixat una franja de la riba dreta del riu en terme de Brullà, fruit del desplaçament del curs sinuós del riu cap al nord. La meitat meridional del termenal nord-est segueix també un curs d'aigua: el Còrrec de la Partió, i al nord, als voltants del Mas Tardiu, alguns trossos del límit termenal segueixen, tot i que breument, d'altres còrrecs, com el Còrrec del Diluvi, el de la Coma, la Ribereta i el Còrrec de la Font dels Lladres; la major part de trams del termenal són, tanmateix, arbitraris, fruit d'antigues possessions senyorials.
Termes municipals limítrofs:
| Sant Joan la Cella  | Bages de Rosselló     |                        |
| Banyuls dels Aspres |                       | Ortafà                 |
|                     | Vilallonga dels Monts | Sant Genís de Fontanes |

### El poble de Brullà

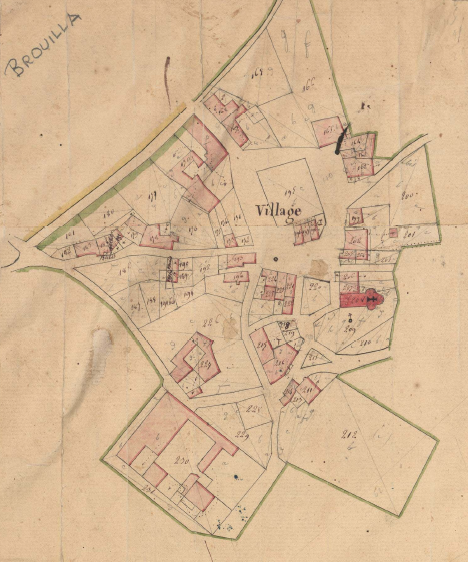
Brullà en el Cadastre napoleònic del 1812 (Arxius Departamentals dels Pirineus Orientals, ADPO)

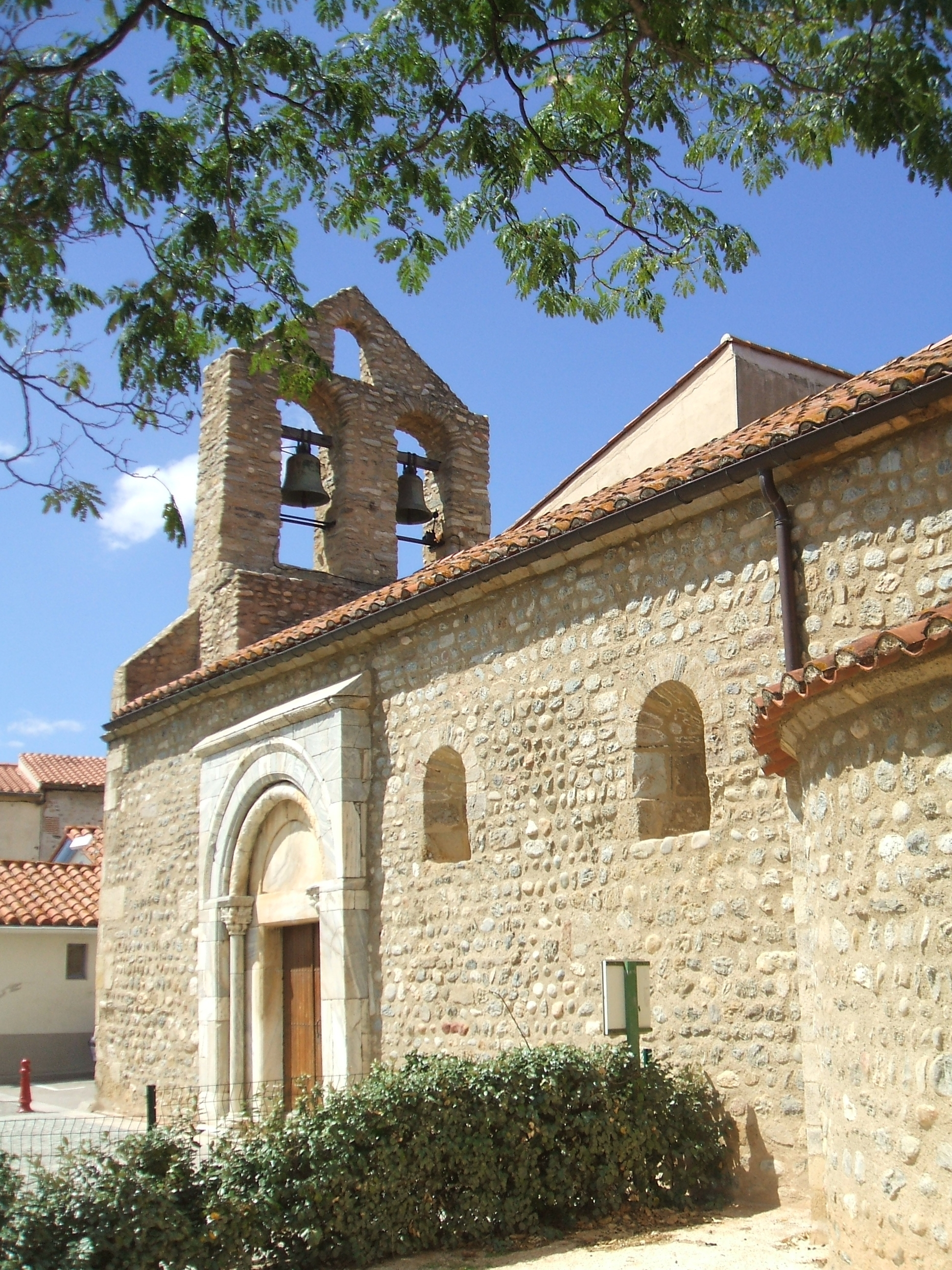
Façana meridional de Santa Maria de Brullàl

El poble de Brullà es formà a prop i a l'esquerra del Tec i a prop i a la dreta del Còrrec de la Bassa, just al sud-est d'on es troben aquests dos cursos d'aigua, en una zona lleugerament aturonada, on es dreça l'església romànica de Santa Maria. Al voltant d'aquesta església i del cementiri, actualment traslladat al nord del nucli, es formà una cellera, com en molts altres pobles del Rosselló. En el poble es troben les fonts de la Plaça i de les Escoles.
També hi havia hagut el castell, del qual amb prou feines queda cap rastre aparent avui dia, i l'església de Sant Joan, tot i que la documentació existent no aclareix si era en el nucli de població, o bé era una cel·la monàstica situada fora de la població.
A partir d'aquest nucli primigeni, el poble anà creixent sobretot cap al sud-oest i el nord-oest, més enllà del Còrrec de la Bassa. Fora de la cellera, el poble antic havia acollit les Caves Rouzeau, avui dia convertides de la Mediateca local. El poble es va estendre al sud-oest per les terres de Can Planes, i pel nord, per les del Malràs.

### Mas Tardiu, o Darnac

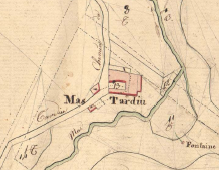
Darnac, o Mas Tardiu, en el Cadastre napoleònic del 1812 (ADPO)

Situat quasi a l'extrem nord del terme comunal de Brullà, el lloc i poblat de Darnac és documentat des del 967 (locum quem dicunt Darnago), tenia església pròpia, la Capella de Darnac, l'advocació de la qual es desconeix, i castell o mas fortificat. Vestigis de les dues antigues construccions romanen actualment entre les parets de l'actual Mas Tardiu. A més, a la tercera de les excavacions fetes en aquest lloc es trobà un fragment de ceràmica de pedra serpentina del Neolític.
És de destacar, a més, la important Font del Mas d'en Tardiu.

### Els masos del terme
A part de la masia de Can Planes, ara absorbida pel creixement urbanístic del poble, i de l'important Mas Tardiu, o d'en Tardiu, antigament Darnac, al nord del terme, el terme de Brullà conté les masies del Mas Cambell, el Mas d'en Bassaganyes, el Mas d'en Planes, amb una font important, el Mas Planeres, o d'en Pujarniscla, Portells, o el Castell de Portells, dos antics hostals: la Mesoneta de la Ruta de Sant Joan i la Mesoneta del Camí de Millerí, i dos antics molins: el Molí de Brullà i el Molí de Portells. Un molí desaparegut és el de Chambord, i es conserven les ruïnes de la Teularia.

### Els cursos d'aigua
Tot i pertànyer a la Plana del Rosselló, el terme de Brullà és bastant accidentat, per la qual cosa el solquen força torrents. El Tec és l'únic riu, pròpiament dit. La major part de cursos d'aigua són de règim discontinu, en forma de torrents: la Bassa, o Còrrec de la Bassa, Còrrec de la Canalada, Còrrec de la Coma d'en Tardiu, Còrrec de la Font dels Lladres, o de la Font dels Aspres, o de la Font del Tiure, Còrrec de la Partió, Còrrec de la Pedra Blanca, sovint anomenat, simplement, Còrrec, Còrrec del Bosc, Còrrec del Camp del Capellà. Còrrec del Diluvi, Còrrec de les Conques, sovint també anomenat, simplement, Còrrec, Còrrec del Ginestar, anomenat de les Fumassotes a Banyuls dels Aspres, Còrrec de les Teuleries, Còrrec de les Vinyes, Còrrec del Mas d'en Pujarniscla, Còrrec del Mas d'en Tardiu, Còrrec del Millerí, Còrrec del Vinyer de Cabreres, Còrrec del Vinyer de Sant Joan (tots dos sovint anomenats també Còrrec, simplement), Còrrec d'en Biern (part baixa del mateix Còrrec de les Teuleries), Còrrec de Triga Dinars, sovint també anomenat, simplement, Còrrec, i els diversos petits còrrecs de les Teuleries i de Portells.
La part més plana del terme té, a més, l'Agulla dels Baixos i el Rec de Palau, o Rec del Molí de Brullà, el darrer d'irrigació.
Diversos passos a gual o alçats es troben en el terme de Brullà: el Passallís del Camí de Sant Genís sobre el Tec, actualment desaparegut, els dos passallissos del Camí de Banyuls, sobre el Còrrec de la Bassa tots dos (hi fa un meandre), i el Pont de Brullà, també sobre el Tec.

### El terme comunal
Alguns dels topònims del terme de Brullà es refereixen a camps de conreu, prats, vinyes i similars: el Camp del Capellà, el Camp d'en Conte, la Colomina de Can Martell, l'Hort d'en Bassaganyes, la Vinya del Pujarniscle, la Vinyassa, el Vinyer de Cabreres i el Vinyer de Sant Joan. D'altres, designen senyals termenals, com la Mata de Jonc (nom antic, ara en desús), la Pedra Blanca, la Pedra Fita, el Piló, el Piló de Fontanilla, el Piló de la Ginesta, o del Ginestar, el Piló del Molí de Brullà, el Piló del Salitar, el Piló Planer i el Roc Gros del Camí de Bages. Finalment, la resta designen partides o indrets destacats, com ara l'Arsenal, els Baixos, els Baixos de Cabanes, Blancaterra, les Camamilles, el Camí de Bages, el Camí de Sant Joan, Castell de Portells, Cendestres (nom antic), la Coma d'en Tardiu, Darnac (nom antic), les Fontanilles, el Ginestar, els Gitanos, o el Campament dels Gitanos, la Jaça, el Malràs, el Mas d'en Tardiu, el Mas Planeres, les Milleres, el Millerí, el Molí del Vent, la Partió, o Còrrec de la Partió (nom d'una partida), la Pedra Blanca, Pedra Fita (tots dos, noms de partides), el Pla, o Pla de Brullà, el Pla de les Forques, Planeres, els Portells, el Salitar, Terrafort, les Teuleries, Triga Dinars i Ventafarines.

#### El Cadastre napoleònic
En el Cadastre napoleònic del 1812, Brullà està dividit en dues seccions, la del Portell, que ocupa més dels dos terços del centre i nord-oest del terme, i la del Salitar, al sud-est del terme, amb el poble de Brullà dintre seu. El Portell inclou les partides del Mas Tardiu, amb el mas d'aquest nom, el Mas d'en Pujarniscle, també amb el mas homònim, la Pedra Blanca, el Molí del Vent, el Vinyer de Sant Joan, Planeres, Triga Dinars, Pedrafita, Ventafarines, Camí de Sant Joan, els Portells, les Teuleries, amb les ruïnes del Mas Rovira, el Vinyer de Cabreres, el Camp d'en Conte, el Camí de Bages i Terrafort.
Pel que fa a la partida del Salitar, hi ha les partides del Còrrec de la Partió, les Milleres, el Pla de les Forques, el Millerí, el Malràs, los Baixos, la Colomina de Camartell, amb la Maisonnette, Fontanilles, el Salitar, amb el Molí de Brullà; aquesta darrera partida és l'única que queda a la dreta del Tec.

## Transport
Quatre carreteres travessen el terme de Brullà: la D-2, la D-8, la D-8b, la D-40 i la D-40b. La carretera D - 2 (Argelers de la Marenda - D - 619, a Trevillac) travessa el terme de sud-est a nord-oest. Per aquesta carretera, Brullà es comunica directament amb Sant Genís de Fontanes (7,3), la Roca d'Albera (10,4), Sureda (14) i Argelers (16,9), cap al sud-est, i Sant Joan la Cella (4,1), Vilamulaca (7,2), Forques (11,3), el trencall de Paçà (11,8), Montoriol (12,4), Queixàs (24,1), Sant Miquel de Llotes (28,6), Illa (30,5), Montalbà del Castell (39,5) i Trevillac (42,1) (els dos darrers ja a la Fenolleda, comarca occitana), cap al nord-oest.
La D - 8 (D-914, a Vilanova de Raó - Brullà), enllaça Brullà amb Ortafà (3,4 km), Montescot (5,9), Vilanova de Raó (9,5) i la carretera general de Perpinyà a Elna, D-914 (11,2), entre Vilanova de Raó i Salelles. La D - 8b (D-8, a Ortafà - Brullà), és una variant de l'anterior, de poc més de 3 quilòmetres, entre Ortafà i Brullà. La D - 40 (D-2, a Paçà - Elna), o Ruta d'Elna, mena des de Brullà cap a ponent a Banyuls dels Aspres (2 km), Trasserra (8) i Paçà (11,1), i Ortafà (3,4) i Elna (9,7) cap a llevant. La D - 40b (Bages de Rosselló - Banyuls dels Aspres) travessa el terme de nord-est a sud-oest. Aquesta carretera travessa el sector nord del terme de Brullà, a la zona del Mas Tardiu, però no té cap connexió directa amb el poble de Brullà.
La línia 370 del servei departamental de Le bus à 1 €, de Perpinyà a Banyuls dels Aspres, passa per Sant Joan la Cella procedent de Perpinyà, Montescot i Brullà, abans d'arribar a Banyuls dels Aspres. Ofereix servei quatre cops al dia de dilluns a dissabte, però no circula els dies de festa. Per aquesta línia, Perpinyà és a una hora de Brullà, Montescot a mitja hora, Sant Joan la Cella a 10 minuts, i Banyuls dels Aspres, a 5.
També hi passa la línia 460 del mateix servei, de Perpinyà a Brullà, sortint del cap i casal rossellonès passa per Pollestres, Bages de Rosselló i Ortafà, abans d'arribar a Brullà. Hi ha quatre serveis diaris, de dilluns a dissabte, però no circula els dies festius. Aquest poble dista tres quarts d'hora de Perpinyà, mitja hora de Pollestres, un quart d'hora de Bages i 5 minuts d'Ortafà.
Travessa el terme de Brullà just al nord del nucli de població la línia de ferrocarril d'Elna a Arles, que és coneguda popularment com el Camí de Ferro. Hi ha estació, la Gara, actualment en desús, però la línia no té servei de passatgers. Des del poble mena a la Gara el Camí de la Gara.
És una antiga línia ferroviària de la Catalunya Nord que cobria el recorregut Elna - Arles via el Voló. Posada en servei en els anys 1889 i 1898, com a línia de passatgers s'interrompé l'abril del 1939, i el 2015 només en resta operatiu el tram Elna - el Voló, que s'empra per al transport de mercaderies. Depèn del Réseau ferré de France i l'explota la Société nationale des chemins de fer français, SNCF. És de via única, per bé que hom parla de desdoblar el tram el Voló - Elna per tal d'integrar-lo en una línia de mercaderies d'alta intensitat.
La major part dels camins del terme de Brullà travessen el terme cap a pobles veïns. Així, s'hi troben la Ruta, o Camí, de Bages, la Ruta de Banyuls, la Ruta de Sant Genís, la Ruta de Sant Joan, la Ruta de Sant Joan a Bages i la Ruta d'Ortafà, a més del Camí de Sant Genís, el Camí o Travessa de Sant Joan, el Camí de Sant Joan a Bages, el Camí Vell de Banyuls, o de Ventafarines, el Camí Vell de Sant Joan a Bages i el Camí Vell de Sant Joan a Ortafà. Altres camins són interns del terme de Brullà: el Camí de la Gara, el Camí de la Jaça, el Camí del Castell de Portells, el Camí de les Teuleries, el Camí de les Vinyes de la Garriga, el Camí del Millerí, el Camí del Salitar, o Camí de Sant Genís al Salitar, el Camí dels Baixos i el Camí de la Pedra Blanca, o Travessa de Bages.

## Activitats econòmiques
Com és comú a la Plana del Rosselló, Brullà és un poble essencialment agrícola. Més de dos terços de les terres productives són dedicades al conreu de la vinya, quasi totes destinades a vins amb denominació d'origen controlada. La resta de terres són per a fruiterars, principalment presseguers, però també albercoquers i pomeres, i per a l'horta, amb escaroles, tomàquet, api i productes primerencs.
Hi ha una mica d'indústria relacionada amb la construcció: aprofitament de graves i sorres de la llera del Tec, i una empresa mitjana de construcció. Antigament hi havia una indústria, ara tancada, de trituració de roques de l'Albera per a l'obtenció de feldespat.

## Història

### Edat Antiga
Cal distingir dues zones diferenciades, dins del terme de Brullà, pel que fa a les restes conservades de l'Edat Antiga. D'una banda, la zona plana del sud i sud-est del terme, a la riba del Tet, de caràcter al·luvial, i de l'altra, la muntanyosa, contraforts dels Aspres, del nord-nord-oest del terme comunal. A la primera es troben els jaciments de

### Edat mitjana
La senyoria de Brullà (Brulianum) existeix des del segle x, i fou conservada fins al segle xii per la família que duia de cognom el nom del poble. Al segle següent, però, passà a mans dels comtes d'Empúries, possiblement per raons matrimonials. El 1269, el comte d'Empúries Ponç IV i el seu fill Hug V van vendre el lloc i castell de Brullà a l'abat de Sant Genís de Fontanes Gispert Sapte, amb una sola excepció: els molins anomenats del Castell de la Roca, que quedaren en mans d'Adalbert de Brullà, feudatari dels d'Empúries, cosa que fa creure que els Brullà havien continuat sent senyors del lloc, sempre sota el feu dels d'Empúries.

### Edat Moderna
Els abats de Sant Genís de Fontanes foren senyors del lloc i castell al llarg de tota l'Edat moderna, fins a la Revolució Francesa.

## Demografia

### Demografia antiga
La població està expressada en nombre de focs (f) o d'habitants (h)
| 29 f | 28 f | 19 f | 9 f | 13 f | 8 f | 20 f | 20 f | 18 f | 16 f | 98 h | 16 f | 18 f |

Font: Pélissier 1986

### Demografia contemporània
| Evolució de la població |      |      |      |      |      |      |      |      |
| 1793                    | 1800 | 1806 | 1821 | 1831 | 1836 | 1841 | 1846 | 1851 |
| 94                      | 80   | 119  | 176  | 207  | 225  | 233  | 255  | 259  |

| 1856 | 1861 | 1868 | 1872 | 1876 | 1881 | 1886 | 1891 | 1896 |
| ---- | ---- | ---- | ---- | ---- | ---- | ---- | ---- | ---- |
| 240  | 206  | 212  | 230  | 266  | 324  | 440  | 351  | 428  |

| 1901 | 1906 | 1911 | 1921 | 1926 | 1931 | 1936 | 1946 | 1954 |
| ---- | ---- | ---- | ---- | ---- | ---- | ---- | ---- | ---- |
| 420  | 427  | 400  | 409  | 396  | 408  | 435  | 424  | 457  |

| 1962 | 1968 | 1975 | 1982 | 1990 | 1999 | 2005 | 2006 | 2010  |
| ---- | ---- | ---- | ---- | ---- | ---- | ---- | ---- | ----- |
| 530  | 537  | 564  | 616  | 565  | 630  | 918  | 965  | 1.061 |

| 2012  | 2013  |
| ----- | ----- |
| 1.155 | 1.205 |

Fonts: Ldh/EHESS/Cassini fins al 1999, després INSEE a partir deL 2004

### Evolució de la població

Població 1962-2008

## Administració i política

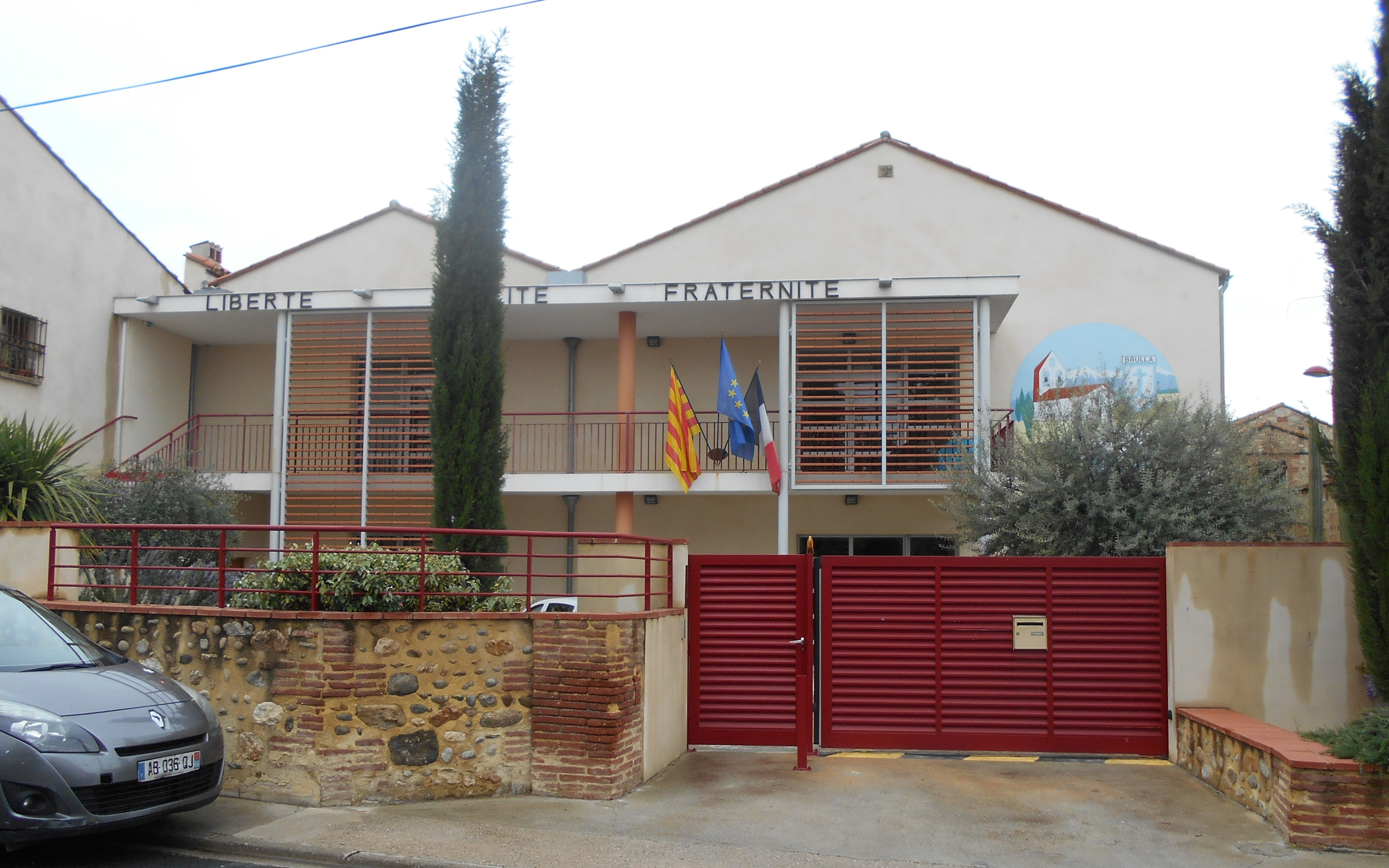
La Casa del Comú de Brullà

### Batlles[11]
| Període                       | Nom                  | Opció política | Comentaris |
| ----------------------------- | -------------------- | -------------- | ---------- |
| 1793 - 1794                   | Thomas Billerach     |                |            |
| 1794 - 1809                   | Jean Fourniouls      |                |            |
| 1809 - 1823                   | Pierre Tiche         |                |            |
| 1823 - 1834                   | Jean Cabira          |                |            |
| 1834 - 1848                   | Jean Jorda           |                |            |
| 1848 - 1865                   | Baptiste Reynal      |                |            |
| 1865 - 1870                   | François Cutzach     |                |            |
| 1870 - 1871                   | Joseph Simon         |                |            |
| 1871 - 1874                   | Jean-François Debord |                |            |
| 1874 - 1876                   | Paulin Balalud       |                |            |
| 1876 - 1878                   | Baptiste Reynal      |                |            |
| 1878 - 1884                   | Thomas Dalbiez fill  |                |            |
| 1884 - 1888                   | Jean Baretge         |                |            |
| 1888 - 1892                   | Thomas Dalbiez       |                |            |
| 1892 - 1908                   | Jules Escarra        |                |            |
| 1908 - 1913                   | Joseph Casademon     |                |            |
| 1913 - 1919                   | François Acézat      |                |            |
| 1919 - 1922                   | Zacharie Ausseil     |                |            |
| 1922 - 1925                   | Albert Brousse       |                |            |
| 1925 - 1928                   | Zacharie Ausseil     |                |            |
| 1928 - 1941                   | Jean Baills          |                |            |
| 1941 - 1944                   | Raymond Albiach      |                |            |
| 1944 - 1959                   | Michel Capdet        |                |            |
| 1959 - 1971                   | François Nègre       |                |            |
| 1971 - Març del 1991          | Michel Capdet        |                |            |
| Març del 1991 - Març del 1995 | Roger Parada         |                |            |
| Març del 1995 - Moment actual | Pierre Taurinya      | PSF            |            |

### Legislatura 2014 - 2020

#### Batlle
- Pierre Taurinya.

#### Adjunts al batlle[12]
- 1r: Bernard Paccianus
- 2n: Régine Bantreil
- 3r: Georges Massette
- 4t: Hélène Llobet.

#### Consellers municipals
- Laëtitia Alcon
- Thérèse Bellavista
- Nicolas Bennes
- Joëlle Cabrera
- Maryse Charvieux-Espin
- Christian Coll
- Claude Commes
- Gilles Coste
- Mélany Manière
- Jean-Pierre Suner.

### Adscripció cantonal

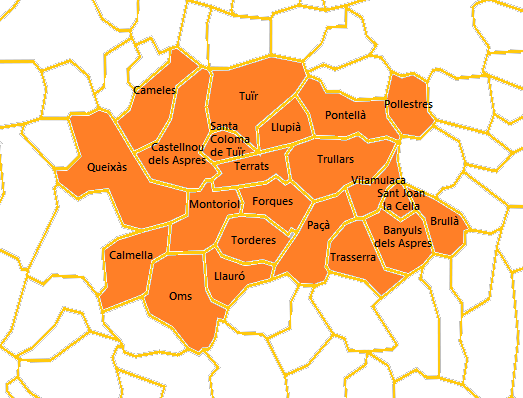
Mapa del Cantó 1 dels Aspres

A les eleccions cantonals del 2015 Brullà ha estat inclòs en el cantó número 1, denominat Els Aspres, amb capitalitat a la vila de Tuïr i amb els pobles de Banyuls dels Aspres, Brullà, Calmella, Cameles, Castellnou dels Aspres, Forques, Llauró, Llupià, Montoriol, Oms, Paçà, Pollestres, Pontellà i Nyils, Queixàs, Santa Coloma de Tuïr, Sant Joan la Cella, Terrats, Torderes, Trasserra, Trullars i Vilamulaca. Hi han estat escollits com a consellers departamentals Édith Pugnet, del Partit Comunista - Front d'esquerra, Vicepresident del Consell departamental, adjunta al batlle de Cabestany, i René Olivé, del Partit Socialista, Vicepresident del Consell departamental, batlle de Tuïr.

## Ensenyament i cultura
Brullà compta amb una llar d'infants, una escola de primària i un punt jove per als estudiants brullanencs. A més, existeix un Centre d'oci per a activitats de la gent jove.